# Wilhelm Niklas
Wilhelm Niklas (* 24. September 1887 in Traunstein; † 12. April 1957 in München) war ein deutscher Politiker (CSU).

## Leben
Wilhelm Niklas war der Sohn des Traunsteiner Realschullehrers Johannes Nepomuk Niklas (1847–1912) und jüngerer Bruder des Agrikulturchemikers Hans Niklas.
Nach dem Abitur 1906 studierte Niklas zunächst Rechts- und Staatswissenschaften, dann aber von 1907 bis 1912 Tiermedizin in München und Landwirtschaft an der Technischen Hochschule München-Weihenstephan. Während seiner Studienzeit trat er 1906 der Burschenschaft Arminia München (heute: Münchener Burschenschaft Arminia-Rhenania) bei. 1910 erfolgte seine tierärztliche Approbation. Von 1911  bis 1913 war er außerdem als wissenschaftlicher Assistent an der Medizinischen Klinik und an der Abteilung Tierzucht und Geburtshilfe der Tierärztlichen Hochschule München tätig.  1912 bestand er die Prüfung für den tierärztlichen Staatsdienst in Bayern. Im Jahre 1913 folgte ein halbes Jahr als Assistent bei der Allgäuer Herdebuch-Gesellschaft  (Sitz Immenstadt). Im gleichen Jahr promovierte er – inzwischen mit dem weiteren Abschluss als Diplom-Landwirt – an der Technischen Hochschule München bei August Schnider und Leonhard Vogel zum Dr.-Ing. mit der Arbeit Die Entwicklung der bayerischen Landesviehversicherungs-Anstalt in den ersten 15 Jahren ihres Bestehens.
1913 bis 1915 war er als Tierzuchtinspektor im Verband für Reinzucht des Pinzgauer Rindes in Oberbayern (Sitz Traunstein), von 1915 bis 1916 als Referent für Tierzucht im Bayerischen Innenministerium, von 1916 bis 1918 als Referent im Reichs-Kriegsernährungsamt in Berlin, 1919 als Regierungsrat im Reichswirtschaftsministerium und ab 1920 als Ministerialrat im neu gegründeten Reichsministerium für Ernährung und Landwirtschaft (immer noch in Berlin) tätig. 1925 wechselte er als Abteilungsleiter in das Bayerische Landwirtschaftsministerium. 1934 scheiterte eine Berufung als Professor für Tierzucht an die Tierärztliche Fakultät Universität München. 1935 wurde er in den einstweiligen Ruhestand versetzt, da er sich geweigert hatte, der NSDAP beizutreten. Bis Kriegsende 1945 war er Landwirt in Achatswies sowie Berater für einige Höfe in anderen Regionen. 1945 wurde er zum stellvertretenden Leiter des Bayerischen Landesamtes für Ernährung – zuletzt im Range eines Bayerischen Staatsrates – und 1946 zum Staatssekretär im Bayerischen Staatsministerium für Ernährung und Landwirtschaft ernannt. Von 1947 bis zu seiner Emeritierung 1955 hatte er einen Lehrauftrag als Ordentlicher Professor für Tierzucht an der Tierärztlichen Fakultät der Universität München inne. In seiner Abwesenheit wegen politischer Ämter und anderer Aufgaben vertrat ihn Wilhelm Zorn als Hochschullehrer und Institutsleiter. Mit Beschluss der Stadt Traunstein vom 7. Mai 1955 wurde er »in Würdigung seiner Treue zur Vaterstadt und seiner überragenden Verdienste um das deutsche Vaterland« Ehrenbürger der Stadt Traunstein, wie bereits sein Vater, der frühere Vorstand des städtischen Erziehungsinstituts und Ehrenbürger seit 1907, Johann Niklas (1847-1912).
Am 12. April 1957 starb Niklas im Münchner Rot-Kreuz-Krankenhaus an den Folgen eines Halswirbelbruchs, den er sich bei einem Autounfall am 7. April 1957 auf regennasser Straße zwischen Innsbruck und Kufstein in Österreich zugezogen hatte.

## Partei
Niklas gehörte 1945 zu den Gründungsmitgliedern der CSU. Von 1949 bis 1953 war er Mitglied im CSU-Landesvorstand.

## Abgeordneter
Nachdem Niklas am 27. Mai 1951 für den verstorbenen Abgeordneten Martin Loibl (CSU) im Wahlkreis Donauwörth nachgewählt worden war, wurde er am 30. Mai 1951 Mitglied des Deutschen Bundestages. Mit Ablauf der Legislaturperiode schied er 1953 aus dem Parlament wieder aus.

## Öffentliche Ämter
Von 1945 bis 1947 war Niklas Staatsrat (bzw. ab 1946 Staatssekretär) im Bayerischen Staatsministerium für Ernährung und Landwirtschaft (ab 1946: und Forsten), von 1948 bis 1949 Stellvertretender Direktor der Verwaltung für Ernährung, Landwirtschaft und Forsten des Vereinigten Wirtschaftsgebietes.
Dem ersten Kabinett von Konrad Adenauer gehörte er vom 20. September 1949 bis zum 20. Oktober 1953 als Bundesminister für Ernährung, Landwirtschaft und Forsten an. Sein Schwiegersohn Josef Ertl bekleidete dasselbe Amt während der sozialliberalen Koalition und dem ersten Kabinett Kohl von 1969 bis 1983 für die FDP.

## Auszeichnungen
- 1953: Großkreuz des Verdienstordens der Bundesrepublik Deutschland
- 1955: Ehrenbürger der Stadt Traunstein
- 1955 wurde Niklas mit der Hermann-von-Nathusius-Medaille für seine Leistungen in der Tierzucht ausgezeichnet
- 1956 wurde Niklas mit der Adolf-Köppe-Nadel ausgezeichnet
- Zur Erinnerung an Niklas verleiht der Bundesminister für Ernährung, Landwirtschaft und Forsten die Professor-Niklas-Medaille.[3]